# Doctor Doctor
Doctor Doctor est une série télévisée australienne en 48 épisodes de 50 minutes et répartis sur cinq saisons et diffusée du 14 septembre 2016 au 23 juin 2021 sur le réseau Nine Network.
Cette série est inédite dans les pays francophones.

## Synopsis
La série suit l'histoire de Hugh Knight, un chirurgien cardiaque émérite, doué, charmant et infaillible. C'est un hédoniste qui, en raison de son talent, croit qu'il peut vivre en dehors des règles. Sa philosophie «travailler dur, jouer plus fort» est sur le point de revenir et de le mordre.

## Distribution

### Acteurs principaux
- Rodger Corser : Hugh Knight
- Nicole da Silva : Charlie Perreira
- Ryan Johnson (en) : Matt Knight
- Hayley McElhinney (en) : Penny Cartwright
- Tina Bursill : Meryl Knight
- Belinda Bromilow (en) : Betty Bell
- Matt Castley : Ajax Cross
- Chloe Bayliss : Hayley Mills
- Charles Wu : Ken Liu

### Anciens acteurs principaux
- Steve Bisley : Jim Knight (saisons 1 et 2, invité saison 3)
- Brittany Clark : Mia Holston (saisons 2 et 3)
- Miranda Tapsell (en) : April (récurrente saison 3, principale saison 4)
- Kate Jenkinson (en) : Tara Khourdair (saison 4)
- Dustin Clare : Jarrod Powell (saison 4)

### Acteurs récurrents
- Shalom Brune-Franklin : Aoife (saison 1)
- Dave Eastgate (en) : Joey (saison 1)
- Lucy Durack (en) : Chantelle « Tugger » Waugh (saisons 1 et 2)
- John Batchelor : Nathan (saison 1)
- Winta McGrath : Floyd Cartwright
- Patrick Wilson : Rod Eagle
- Angus McLaren : Dr Carl Toke (saison 2)

## Développement

### Production
La première saison de Doctor Doctor est produite par Essential Media (en). Depuis la deuxième saison, la série est une production d'Easy Tiger, propriété de Fremantle. Le tournage de la première saison de la série a commencé en avril 2016. Le 29 août 2016, Nine Network annonce que la série sera lancée pour le mois de septembre.
Le 28 septembre 2016, la série a été renouvelée pour une deuxième saison. Le 11 octobre 2017, la série est renouvelée pour une troisième saison. Le 16 octobre 2018, la série est renouvelée pour une quatrième saison. Le 31 mars 2020, la série est renouvelée pour une cinquième saison.

### Casting
Le directeur de casting de Doctor Doctor est Kirsty McGregor, qui a travaillé pour le casting de séries télévisées populaires, telles que Modern Family et Top of the Lake. Il annonce au début de 2016 que Rodger Corser a reçu le rôle principal dans la série en tant que chirurgien cardiaque, Hugh Knight, avant que Nine Network n'annonce officiellement la série. Corser figurait toujours dans la série dramatique d'ABC The Doctor Blake Mysteries (en), où il a participé à la saison 4,. La série a également confirmé que Nicole da Silva a reçu le rôle de Charlie Perreira. L'actrice tournait actuellement la quatrième saison de Wentworth, n'apparaissant que pour six des douze épisodes et dans un statut de récurrent, en raison de son nouveau rôle principal dans Doctor Doctor, elle a dû voyager entre Sydney et Melbourne pour passer d'un rôle à l'autre,. Les deux acteurs ont joué ensemble dans Rush. Le 7 mars 2016 Nine annonce le casting complet se composera de Ryan Johnson (en), Hayley McElhinney (en), Shalom Brune-Franklin, Tina Bursill, Chloe Bayliss et Dave Eastgate (en). Il est révélé plus tard que Steve Bisley rejoint la série dans le rôle de Jim Knight, le pére de Hugh.
Pour la deuxième saison de Doctor Doctor, Angus McLaren rejoint la distribution pour interpréter un ancien médecin de l'armée, le Dr Toke et l'actrice néo-zélandaise, Brittany Clark en tant qu'infirmière Mia Holston. Shalom Brune-Franklin (Aoife), quitte la série. En mai 2018, la série annonce que Steve Bisley (Jim Knight) reviendrait pour la troisième saison, cependant, il n'est apparu que dans l'épisode d'ouverture. En avril 2019, il annonce que Dustin Clare (Jarrod Powell), Kate Jenkinson (en) (Tara Khourdair) et Robyn Nevin (Dinah) rejoinent le casting de Doctor Doctor pour sa quatrième saison,. Brittany Clark (Mia Holston), quitte la série.

### Tournage
La série se déroule dans la ville fictif de Whyhope, en Nouvelle-Galles du Sud. Les prises de vues et le tournage dans la ville fictif sont effectuées à Mudgee dans le centre de la Nouvelle-Galles du Sud,,. Le tournage des épisodes dans l'hôpital ne se déroule pas au même endroit : il a lieu dans les studios de Callan Park Film Production Services à Rozelle dans la banlieue immédiate de Sydney. L'extérieur de la maison des Knight, également connue sous le nom de Denbigh (en), est bien réel. La maison physique est située au 421 The Northern Road, à Cobbitty (en), dans l’État de Nouvelle-Galles du Sud. Le tournage des scènes de la brasserie de la grange, de l'étang et la cour avant ont été tournées dans la ferme de Denbigh,.

### Fiche technique
- Titre original : Doctor Doctor
- Création : Ian Collie, Alan Harris, Claudia Karvan et Tony McNamara
- Réalisation : Kriv Stenders, Geoff Bennett, Lisa Matthews, Peter Salmon, Jeremy Sims, Tori Garrett, Ian Watson, Ben Chessell, Lucy Gaffy, Jennifer Leacey, Erin White et Julietta Boscolo
- Scénario : Ian Collie, Alan Harris, Claudia Karvan, Tony McNamara, Liz Doran, Tamara Asmar, Angela McDonald, Timothy Lee, Gretel Vella, Keith Thompson, Alice Bell, Mithila Gupta, Josh Mapleston et Katherine Thomson
- Direction artistique : Adrian Britnell
- Décors : Victoria Williams
- Costumes : Louise Wakefield
- Musique : David McCormack (en) et Antony Partos (en)
- Casting : Kirsty McGregor
- Production : Ian Collie, Ally Henville, Claudia Karvan, Tony McNamara et Keith Thompson
- Production exécutive : Jo Rooney et Andy Ryan
- Sociétés de production : Essential Media (en) (2016) puis Easy Tiger
- Sociétés de distribution : Nine Network
- Pays d'origine :  Australie
- Langue originale : anglais
- Format : couleur
- Genre : dramatique
- Durée : 50 minutes

 Sauf indication contraire, les informations mentionnées dans cette section peuvent être confirmées par la base de données cinématographiques IMDb,  présente dans la section « Liens externes ».

## Épisodes
| Saisons | Saisons | Nombre d'épisodes | Jour et heure de diffusion               | Diffusion originale sur Nine Network | Diffusion originale sur Nine Network |
| Saisons | Saisons | Nombre d'épisodes | Jour et heure de diffusion               | Début de saison                      | Fin de saison                        |
| ------- | ------- | ----------------- | ---------------------------------------- | ------------------------------------ | ------------------------------------ |
|         | 1       | 10                | Mercredi 20 h 40                         | 14 septembre 2016                    | 16 novembre 2016                     |
|         | 2       | 10                | Mercredi 20 h 40                         | 16 août 2017                         | 18 octobre 2017                      |
|         | 3       | 10                | Lundi 20 h 40                            | 6 août 2018                          | 8 octobre 2018                       |
|         | 4       | 10                | Mercredi 21 h (1-6), puis 19 h 30 (7-10) | 5 février 2020                       | 13 mai 2020                          |
|         | 5       | 8                 | Mercredi 20 h 30                         | 28 avril 2021                        | 23 juin 2021                         |

### Première saison (2016)
Composée de dix épisodes, elle a été diffusée du 14 septembre au 16 novembre 2016 sur Nine Network.
1. Doctor Doctor
2. Home Sweet Home
3. San Francisco
4. I Need Another Drink
5. We Don't Need
6. Golden Harvest
7. This is Not a Love Song
8. The Truth is Out There
9. Say Sayonara
10. Mash

### Deuxième saison (2017)
Composée de dix épisodes, elle a été diffusée du 16 août au 18 octobre 2017 sur Nine Network.
1. What Difference the Day Makes
2. Your Game
3. Talent Showdown
4. The Great Campaign
5. Both Sides Now
6. Penny for Your Thoughts
7. Picture of Innocence
8. Step in Time
9. Forgive and Forget
10. A Little Piece of Heaven

### Troisième saison (2018)
Composée de dix épisodes, elle a été diffusée du 6 août au 8 octobre 2018 sur Nine Network.
1. Tell Her, It's Over!
2. Isn't She Lovely
3. Shock Rock
4. Runaway Baby
5. When We Collide
6. Call Me Irresponsible
7. Don't Wanna Let You Go
8. Wet Weekends
9. Suspicious Minds
10. No Laughing Matter

### Quatrième saison (2020)
Composée de dix épisodes, elle a été diffusée du 5 février au 13 mai 2020 sur Nine Network.
1. Hugh Am I?
2. Don't Stop Me Now
3. Self-Fulfilling Prophecies
4. A House Divided
5. The Getaway
6. Oh Baby
7. The Sum of All Our Choices
8. Cursed
9. Octopus Trap Heart
10. Ring of Fire

### Cinquième saison (2021)
Composée de huit épisodes, elle a été diffusée du 28 avril au 23 juin 2021 sur Nine Network.
1. To Me, To You
2. It Had to Be You
3. The Unbearable Lightness of Being in Whyhope
4. The Things We Do For Love
5. Scream The Impossible Scream
6. Feelings, Corruption and Taking a Stand
7. Promises, Promises
8. Save The Best For Last

## Distinctions
| Année | Prix                                | Catégorie                                                                               | Nomination             | Résultat   |
| ----- | ----------------------------------- | --------------------------------------------------------------------------------------- | ---------------------- | ---------- |
| 2016  | 2e cérémonie des CGA Awards (en)    | Meilleur casting dans une série dramatique                                              | Kirsty McGregor        | Nomination |
| 2017  | Cérémonie des SPA Awards            | Production de séries dramatiques de l'année                                             | Essential Media (en)   | Nomination |
| 2017  | 59e cérémonie (en) des Logie Awards | Gold Logie Award (en) de la personnalité la plus populaire à la télévision australienne | Rodger Corser          | Nomination |
| 2017  | 59e cérémonie (en) des Logie Awards | Acteur le plus populaire                                                                | Rodger Corser          | Nomination |
| 2017  | 59e cérémonie (en) des Logie Awards | Meilleur acteur                                                                         | Rodger Corser          | Nomination |
| 2017  | 59e cérémonie (en) des Logie Awards | Meilleur acteur dans un second rôle                                                     | Ryan Johnson (en)      | Nomination |
| 2017  | 59e cérémonie (en) des Logie Awards | Meilleure actrice dans un second rôle                                                   | Nicole da Silva        | Nomination |
| 2017  | 59e cérémonie (en) des Logie Awards | Nouveau talent le plus populaire                                                        | Shalom Brune-Franklin  | Nomination |
| 2017  | 59e cérémonie (en) des Logie Awards | Programme dramatique le plus populaire                                                  | Doctor Doctor          | Nomination |
| 2017  | 7e cérémonie (en) des AACTA Awards  | Meilleure actrice dans un second rôle ou invitée dans une série dramatique              | Tina Bursill           | Nomination |
| 2018  | 60e cérémonie (en) des Logie Awards | Gold Logie Award (en) de la personnalité la plus populaire à la télévision australienne | Rodger Corser          | Nomination |
| 2018  | 60e cérémonie (en) des Logie Awards | Acteur le plus populaire                                                                | Rodger Corser          | Nomination |
| 2018  | 60e cérémonie (en) des Logie Awards | Meilleur acteur                                                                         | Rodger Corser          | Nomination |
| 2018  | 60e cérémonie (en) des Logie Awards | Programme dramatique le plus populaire                                                  | Doctor Doctor          | Nomination |
| 2018  | 60e cérémonie (en) des Logie Awards | Meilleure série dramatique                                                              | Doctor Doctor          | Nomination |
| 2018  | 8e cérémonie des AACTA Awards       | Meilleure actrice dans une série dramatique                                             | Tina Bursill           | Nomination |
| 2019  | Cérémonie des SPA Awards            | Production de séries dramatiques de l'année                                             | Easy Tiger Productions | Nomination |
| 2019  | 61e cérémonie (en) des Logie Awards | Gold Logie Award (en) de la personnalité la plus populaire à la télévision australienne | Rodger Corser          | Nomination |
| 2019  | 61e cérémonie (en) des Logie Awards | Acteur le plus populaire                                                                | Rodger Corser          | Nomination |
| 2019  | 61e cérémonie (en) des Logie Awards | Programme dramatique le plus populaire                                                  | Doctor Doctor          | Nomination |
| 2019  | 61e cérémonie (en) des Logie Awards | Meilleure série dramatique                                                              | Doctor Doctor          | Nomination |
| 2020  | 10e cérémonie (en) des AACTA Awards | Meilleure série dramatique                                                              | Doctor Doctor          | Nomination |
| 2022  | Cérémonie des SPA Awards            | Production de séries dramatiques de l'année                                             | Easy Tiger Productions | Nomination |
| 2022  | 62e cérémonie (en) des Logie Awards | Acteur le plus populaire                                                                | Rodger Corser          | Nomination |
| 2022  | 62e cérémonie (en) des Logie Awards | Programme dramatique le plus populaire                                                  | Doctor Doctor          | Nomination |

 Sauf indication contraire, les informations mentionnées dans cette section peuvent être confirmées par la base de données cinématographiques IMDb,  présente dans la section « Liens externes ».